# Tavorita
La tavorita es un mineral fosfato de litio y hierro, con hidroxilos. Fue edscrito como una nueva especie mineral a partir de ejemplares obtenidos en la mina Sapucaia, Galiléia, Minas Geraes (Brasil), que es consecuentemente la localidad tipo. El nombre es un homenaje a Elysairio Tavora, profesor de mineralogía en la Universidad de Río de Janeiro.

## Propiedades físicas y químicas
La tavorita pertenece al grupo de la ambligonita, siendo isoestructural con ella y con la montebrasita. Aparece generalmento como masas finamente granudas y como agregados de microcristales laminares brillantes, como un fosfato de formación tardía en pegmatitas graníticas zonadas. Se encuentra asociado a otros fosfatos secundarios, como la barbosalita y la hureaulita, y a primarios como la trifilita. Puede contener parte del hierro en forma de hierro ferroso, y también algo de manganeso.

## Yacimientos
La tavorita es un mineral raro, conocido solamente en unas cuantas decenas de yacimientos en el mundo. Los yacimientos donde se han encontrado los ejemplares más notables son la pegmatita de la mina Serra Branca, en   Pedra Lavrada,  Paraíba,  (Brasil), Sandamap, en la región de  Erongo (Namibia), y la pegmatita de la mina Tip Top,  Fourmile, condado de Custer, Dakota del Sur (USA).